# Brevipalpus simlensis
Brevipalpus simlensis är en spindeldjursart som beskrevs av De Leon 1967. Brevipalpus simlensis ingår i släktet Brevipalpus och familjen Tenuipalpidae. Inga underarter finns listade.